# 臺北市立中山女子高級中學
臺北市立中山女子高級中學（英語：Taipei Municipal Zhong Shan Girls High School，縮寫ZSGH），簡稱中山女高，舊稱臺北第三高女、北二女中，創立於1897年，是一所位於臺北市中山區的女子高中北市六省中之一，亦為臺北市三所公立女子高中之一（另外兩所為北一女中、景美女中）。

## 歷史
1897年（明治三十年），臺灣總督府國語學校第一附屬學校女子分教場設立。
1902年（明治三十五年）改制為「臺灣總督府國語學校第二附屬學校」。
1905年（明治三十八年）有關當局將「臺灣總督府國語學校第二附屬學校」的「本科」改為培育以臺灣籍女性小學教員為主要目標。
1909年（明治四十二年）校址遷至「艋舺公學校」。
1910年（明治四十三年）改制為「臺灣總督府國語學校附屬女學校」。
1915年（大正四年）校址遷至臺北廳大加蚋堡艋舺後菜園街、內江街臺北護理學校城區部。
1919年（大正八年）改制為「臺灣公立臺北女子高等普通學校」。
1922年（大正十一年）改制為「臺北州立臺北第三高等女學校」，簡稱「第三高女」；因應「改正臺灣教育令」發佈，實施臺日共學制。
1937年（昭和十二年）校址遷至朱厝崙與上埤頭交界附近（長安東路現址），原木造本館「榮光樓」一併遷至新校區，原址改由臺北家政女學校於1939年遷入。1942年4月成立「臺北第四高女」並於1943年3月遷入此處校舍，臺北家政女學校則於隔年遷往新生南路新校址（臺北第四高女於戰後併入臺北市立第一女子高級中學；參見舊制高等女學校 (日本)）。
1945年（昭和二十年，民國三十四年），第二次世界大戰結束，中華民國代表盟軍接管台澎後，改制為「臺灣省立臺北第二女子中學」，12月8日正式接收，定是日為校慶日。
1955年（民國四十四年）設立汐止分部（今新北市立秀峰高級中學），
1958年（民國四十七年）與北一女中、建國高中、師大附中、成功高中合辦臺北五省中聯招。在此之前及聯招實施初期，臺北市高中之志願序尚未成形。
1964年（民國五十三年）汐止分部獨立設校為臺北縣立秀峰初級中學。
1967年（民國五十六年）因應臺北市改制院轄市，改隸臺北市政府，更名為「臺北市立中山女子高級中學」。
1979年（民國六十八年） 制定校訓「誠篤敏慧」
1999年（民國八十八年）成立數理資優班。
2004年（民國九十三年）成立人文社會資優班。
2007年（民國九十六年）獲臺北市政府教育局頒發優質高中「教師教學」及「學生學習」獎項。
2008年（民國九十七年）獲臺北市政府教育局頒發優質高中「專業發展」獎項。

## 班級編排
台北市三所市立女中皆以文字作為班級編排，但各有其不同的順序。
仁、義、禮、智、忠、孝、博、愛、和、平、誠、信、敬、業、樂、群、簡、捷、敏、慧、公、正、勤、樸、廉、明（公、正、勤、樸、明已縮減裁撤）。
因應108課綱與升學新制，自高二起分為六班群，1-1、1-2班群大約對應傳統第一類組，或文組；二、三班群則是理組，2-1、2-2班群大約對應第二類組，3-1、3-2班群大約對應第三類組，每年依學生選擇而有班群班數的不同。其中高二、高三之仁、樂班，過去曾為一、三類之樂旗班，現已改為普通班；禮班原為人文與社會科學資優班，現為普通班，人社班改採分散式；廉班為數理資優班，三年不分班。高二起合唱團獨立成班：一類為義班、三類為群班。

## 自治組織

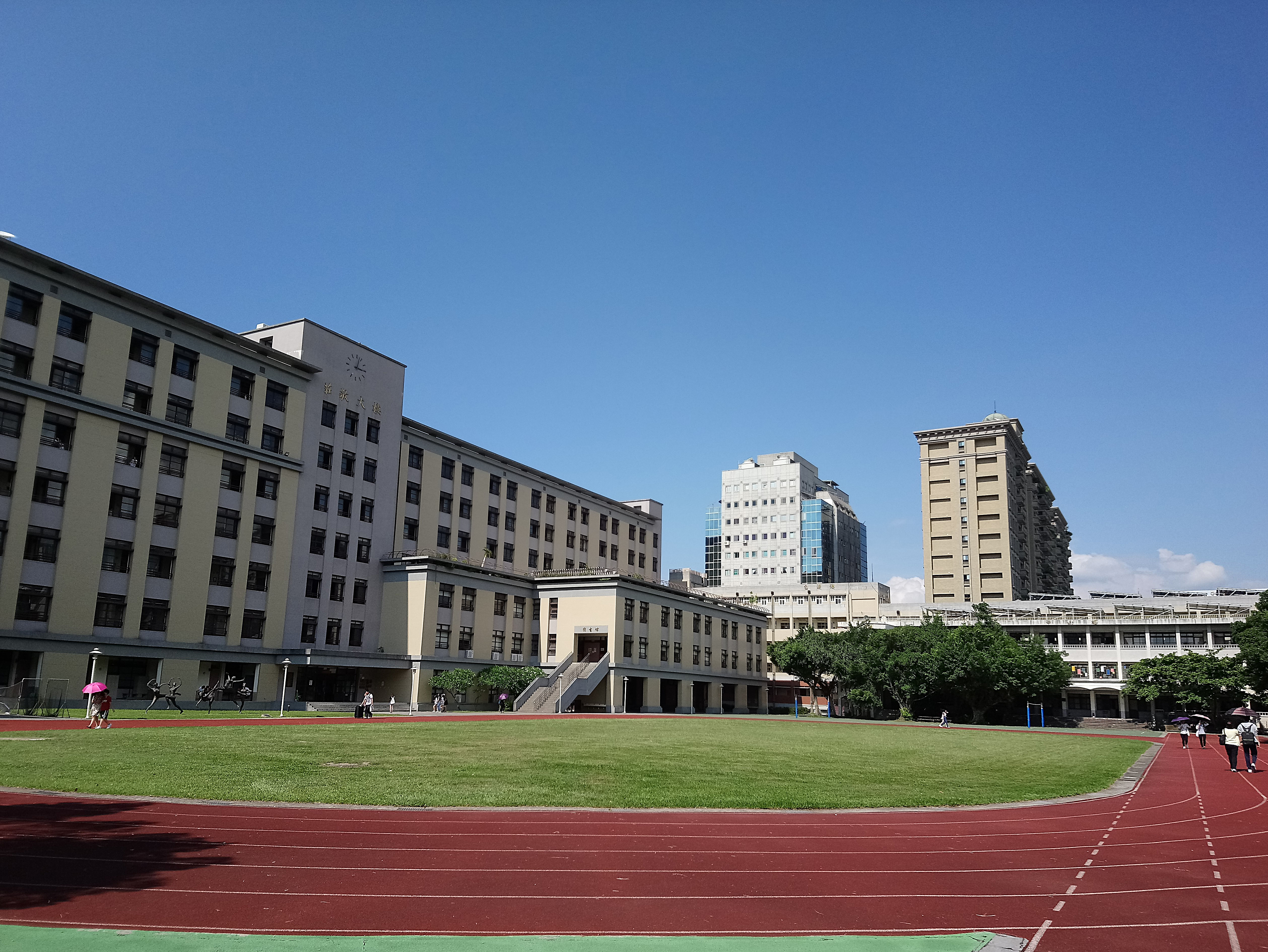
操場

- 畢聯會（高三上成立，負責編輯畢業紀念冊與紀念品的團體。各班畢代必為成員。）
- 畢籌會（於畢業前一個月由高三生所組成）
- 班聯會（110學年起轉型為學生自治組織）

## 學姊妹制
學姊妹制是中山女高傳承已久的傳統，分為學號學姐及座號學姐。通常學姊會在新生訓練或開學一段時間內主動認領學妹，並贈送飲料、卡片、小禮物等，訂外食時，通常也會給學姊學妹準備一份，另有些社團也有會社團直屬學姊。
- 學號直屬：學號末三碼相同者即為學號學姊妹關係。
- 座號直屬：高一班級座號相同者即為座號學姊妹關係。
- 社團直屬：社團在選任新幹部後，新任社團幹部會稱原職位幹部為社團直屬學姐。[7]
- 乾直屬：多是入校前即有一定程度的私交，或非上述關係而熟識，通常為學姊主動詢問學妹是否互認乾直屬。[8]

## 建築

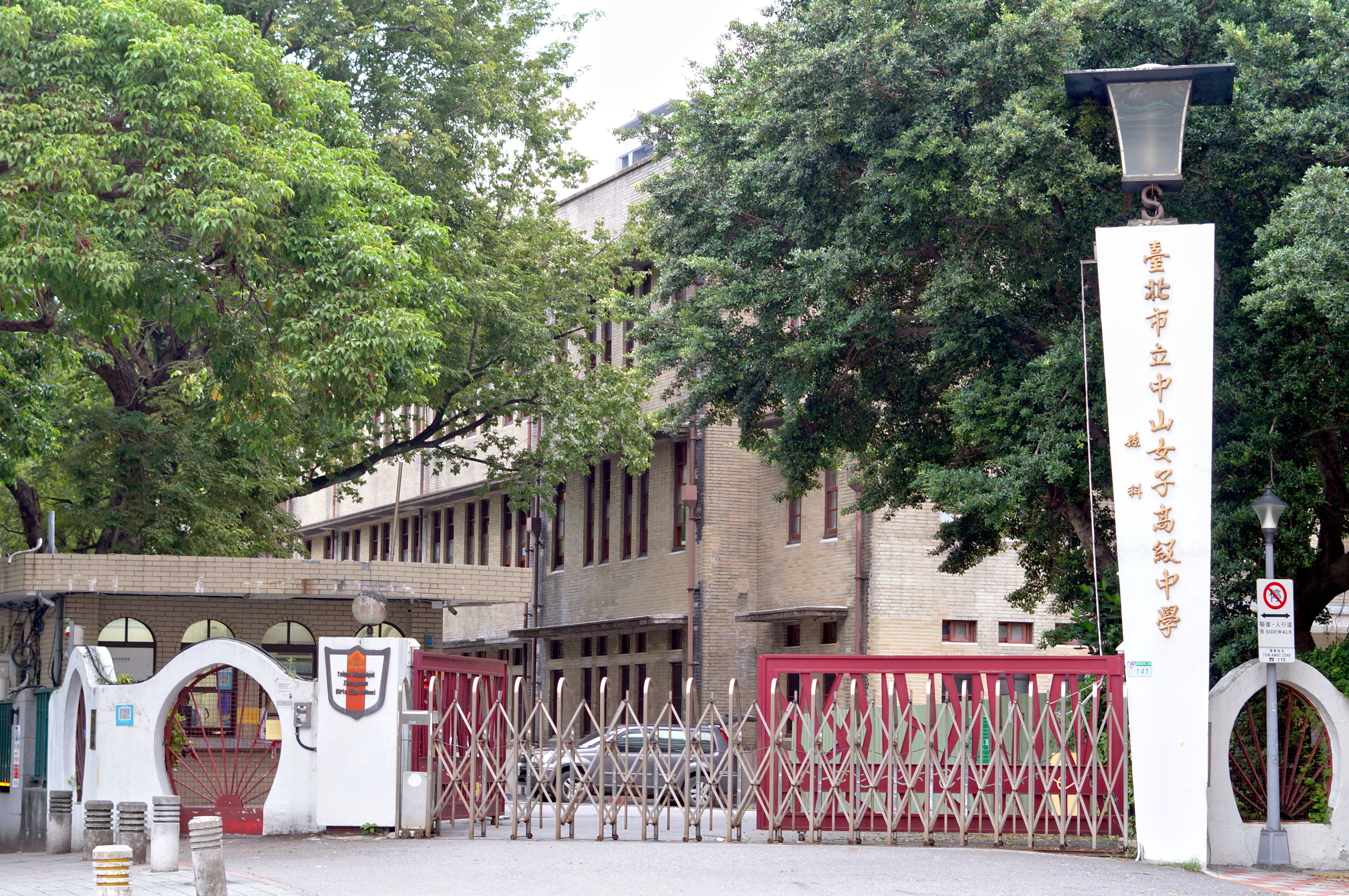
校門

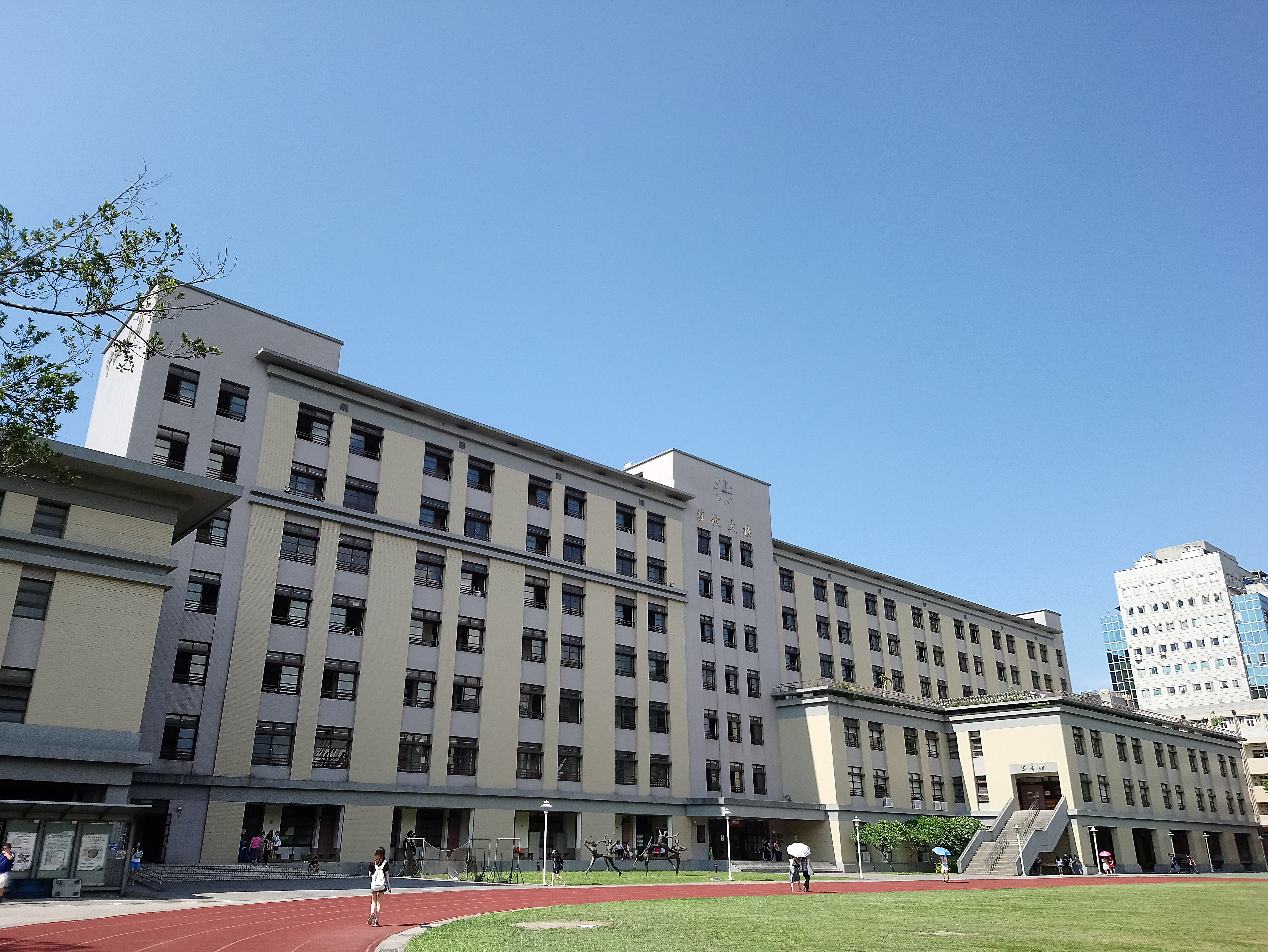
莊敬樓

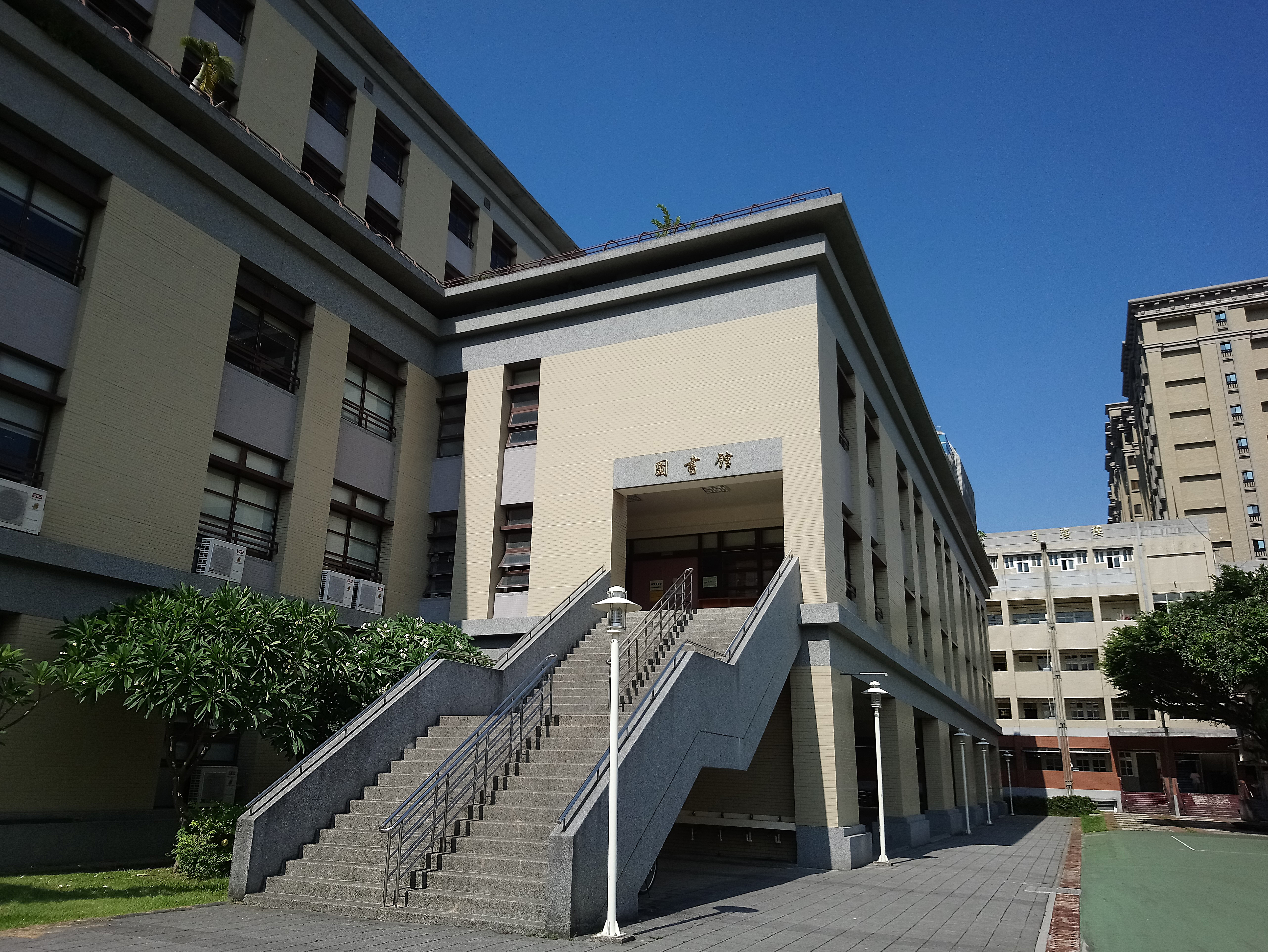
圖書館

- 校門：建於1963年，為修澤蘭設計，2022年登錄為臺北市歷史建築。
- 舊莊敬樓：目前已拆除，改建為籃球場。
- 自強樓：地下室為社團教室、一樓為合作社；二樓至三樓目前為二年級教室（仁~愛、敬業樂群班）與視聽教室；四樓為舊社團教室，現已改為專科教室。
- 中山樓：二年級教室（和～廉班）。
- 逸仙樓：建造於西元1937年，並於1997年公告指定為第三級古蹟[9]。目前一樓為校長室、總務處、教務處、簡報室、教官室、與教師辦公室；二樓、三樓為三年級教室。
- 莊敬大樓：地下為游泳池；一樓為學務處、體育器材室、教師辦公室、健康中心、敏求廣場；二樓為第一、第二會議室、校史室、輔導室、電腦教室、圖書館；三樓目前為演藝廳、一年級（公、廉）教室、專科教室、圖書館、閱覽室；四、五樓現為一年級教室；六樓為美術教室、群組教室（未來教室）；七樓為音樂教室、韻律教室及生科教室。
- 科學館：地下一樓為星象館；一樓為自然科教師辦公室、設備組辦公室；二樓為生物實驗室；三樓為化學實驗室；四樓為物理實驗室、階梯教室；五樓為地科實驗室。科學館前設有觀測坪，設有DAVIS自動氣象站、百葉箱、雨量計、蒸發皿、風向風速計、日照計與日射計等氣象儀器，部分設備已停用，僅作為展示用途；DAVIS自動氣象站的觀測資料顯示於設備組辦公室外電視螢幕。
- 星象館：於民國76年（西元1987年）落成啟用，圓頂直徑8公尺，座位數52人，目前為全台第五大、全國中小學第二大星象館，亦為全國學校教育場域中設立的第一座星象儀。配有一套日製GOTOGS-T光學星象儀與一套日製數位星象儀。[10]
- 大禮堂：為修澤蘭設計，2022年登錄為臺北市歷史建築。台前大字：「以國家興亡為己任　置個人死生於度外」一、二樓為禮堂座位；四、五樓為體育館，為桌球、羽球上課地點，也有籃球場和排球場，另外五樓一設有一間韻律教室。

## 歷任校長

### 日治時期
- 高木平太郎（明治三十年，1898年）
- 町田則文 （明治三十一年，1899年）
- 本莊 （明治四十年，1907年）
- 田川辰一 （大正八年，1919年）
- 山崎熊次 （大正十年，1921年）
- 小野正雄 （大正十四年，1925年）
- 藤谷芳太郎（昭和十五年，1940年）

### 中華民國時期
- 第1任：鄭英勵，1945年—1949年
- 第2任：王亞權，1950年—1956年
- 第3任：石季玉，1957年—1974年
- 第4任：張叔南，1975年—1978年
- 第5任：呂少卿，1979年—1985年
- 第6任：廖眉生，1985年—1986年
- 第7任：梁素霞，1987年—1992年
- 第8任：陳富貴，1993年—1995年
- 第9任：林煇，1996年—1999年，1996年由市立內湖高中轉任中山女高。
- 第10任：丁亞雯，1999年8月—2006年7月，1999年由市立中正高中轉任中山女高。
- 第11任：黃郁宜，2006年8月—2010年7月，2006年由市立景美女中轉任中山女高，卸任後轉任義大國際高中校長。
- 第12任：楊世瑞，2010年8月—2014年7月，由市立大直高中轉任中山女高，卸任後轉任台北市立第一女子高級中學校長，現已退休。
- 第13任：吳麗卿，2014年8月—2022年7月，由市立百齡高中轉任中山女高，2022年兩任屆滿後將退休。
- 第14任：張云棻，2022年8月—，由市立永春高中轉任中山女高。

## 校友團體
全國多所大學有中山女高校友會及附中山校友會，在美國等海外地區，也設有中山女高校友會。

### 中山女高校友會
- 國立臺灣大學中山校友會
與師大附中校友會合辦年度迎新宿營、舞會、出遊、聚餐等各項活動。
中山女高與師大附中合辦台大附中山迎新宿營活動。[來源請求]
中山女高與師大附中合辦台政附中山迎新宿營活動。[11][12]
中山女高與師大附中合辦台大、清大、交大、政大、成大、北醫附中山六校聯合傳情活動。[13]
- 國立政治大學中山校友會
與師大附中校友會合辦年度迎新宿營、聯合迎新、參觀營、晚會、巧克力會鍋等各項活動。
- 中山女高校友合唱團[14]

### 附中山校友會
由師大附中、中山女高所組成的聯合校友會。全國多所大學均有附中山校友會，列舉如下：
- 國立臺灣大學附中山校友會
- 國立清華大學附中山校友會
- 國立陽明交通大學附中山校友會
- 國立成功大學附中山校友會
- 國立中央大學附中山校友會
- 國立中興大學附中山校友會
- 國立中山大學附中山校友會
- 國立中正大學附中山校友會
- 長庚大學附中山校友會
- 台北醫學大學附中山校友會
- 中山醫學大學附中山校友會
- 國防醫學院附中山校友會

### 海外校友會
- 第三高女、北二女中、中山女高南加州校友會（原第三高女、北二女中、中山女高旅美校友會）（成立於1989年）
- 大華府中山女高、北二女、第三高女校友會（成立於1993年）
- 北二女北加州校友會（成立於1999年）
- 附中山美加區聯合重聚（成立於2010年）（1975級畢業35週年）[15]

## 外部連結
- 臺北市立中山女子高級中學
- 白衣佳人-中山女中版（台灣深藍學生聯合論壇）
- 臺北第三高女(中山女中)—文化部文化資產局 （页面存档备份，存于）